# ميرينغي
ميرينغي (بالإسبانية: Merengue)‏ هي موسيقى رقص يعود أصلها إلى جمهورية الدومينيكان، أصبحت واحدة من أكثر أنواع الموسيقى شهرة في أمريكا اللاتينية وخصوصاً في دول البحر الكاريبي مثل جمهورية الدومينيكان وبورتوريكو. يعود أصل إسمها إلى كلمة من أفريقيا الغربية كان لها علاقة بالموسيقى والرقص، ويرجح أن الأفارقة هم من نقلوا هذه الموسيقى إلى الدومينيكان. بدأت هذه الموسيقى في الظهور في أواسط القرن التاسع عشر الميلادي وفي عصر حكم الدكتاتور الدومينيكاني رافائيل تروخيو أصبحت هذه الموسيقى الوطنية لجمهورية الدومينيكان. في الولايات المتحدة بدأت فرق موسيقية لهذه الموسيقى تظهر في نيويورك في عقد الستينات من القرن الماضي بعد هجرة العديد من الدومينيكانيين والبورتوريكيين هناك. لهذه الموسيقى آلات عزف خاصة بها مثل الطمبورة والغيرا والماراكا، هناك عدة أنواع لهذه الموسيقى مثل الميرينغي السيبينيو نسبة لجزيرة سيبو وميرينغي التيبيكو والميرينغي الكلاسيكية وألتي يفضلها معظم الموسيقيين.
المرينغي و الريال مدريد 